# Зорг, Оливер
Оливер Зорг (англ. Oliver Sorg; 29 мая 1990 года, Энген, Баден-Вюртемберг) — немецкий футболист, защитник клуба «Нюрнберг».

## Клубная карьера
Оливер выступал за молодёжную команду «Фрайбурга» с 2006 года до 2009 год, после этого был переведён во вторую команду, где играл до 2012 года, с 2012 года до 2015 года стабильно играл в основе «Фрайбурга». Всего за основную команду «Фрайбурга» сыграл 105 матчей и забил 3 гола.
10 июня 2015 года перешёл в «Ганновер 96».
В мае 2019 года Оливер заключил трехлетний контракт с «Нюрнбергом».

## Карьера в сборной
Оливер сыграл 5 матчей за Молодёжную сборную Германии по футболу. 14 мая 2014 года дебютировал за взрослую сборную в товарищеском матче против Польши, выйдя в стартовом составе.